# Alf Sherwood
Alfred Thomas Sherwood (13 de novembre de 1923 - 12 de març de 1990) fou un futbolista gal·lès de les dècades de 1940 i 1950.
Fou internacional amb la selecció de Gal·les. Pel que fa a clubs, defensà els colors de Cardiff City, Newport County i Barry Town.
El 2006 fou inclòs al Welsh Sports Hall of Fame.

## Palmarès
Cardiff City
- Football League Division Three South: 1

1946-47